# Armadna skupina A (Wehrmacht)
Armadna skupina A (izvirno nemško Heeresgruppe A; kratica HGr A) je bila armadna skupina v sestavi Heera (Wehrmacht) med drugo svetovno vojno.
Skozi celotno vojno so ustanovili tri različne formacije pod tem imenom.

## Zgodovina
Armadna skupina je bila ustanovljena 26. oktobra 1939 s preimenovanjem Armadne skupine Jug. Med francosko kampanjo je bila srednja armadna skupina v napadu na Francijo; prodrla je skozi Ardene proti Rokavskemu prelivu in obkolila Dunquerk. Med drugo fazo napada je ponovno postala srednja armadna skupina na Somi. Po tej kampanji je bila podrejena Oberbefehlshaber West. 22. junija 1941, ob operaciji Barbarossa, je bila armadna skupina preimenovana v Armadno skupino Jug.
Ponovno je bila ustanovljena 24. aprila 1942 kot Štab Anton (Stab Anton), 22. maja istega leta pa je bila preimenovana v Obalni štab Asow (Küstenstab Asow). 7. julija 1942 je sodelovala v Fall Blau (cilj Kavkaz in Stalingrad). 30. marca 1944 je bila preimenovana v Armadno skupino Južna Ukrajina.
23. septembra 1944 je bila armadna skupina ponovno ustanovljena, tokrat na jugu Poljske s preimenovanjem Armadne skupine Severna Ukrajina. 25. januarja 1945 je bila armadna skupina preimenovana v Armadno skupino Sredina.

## Organizacija[1]

### Stalne enote
- Heeresgruppen-Nachrichten-Regiment 570 (1. formacija)
- Heeresgruppen-Nachrichten-Regiment 530 (2. formacija)
- Heeresgruppen-Nachrichten-Regiment 558 (3. formacija)

### Dodeljene enote
November 1939
- 12. armada
- 16. armada

Maj 1940
- 2. armada
- 4. armada
- 12. armada
- 16. armada

Junij 1940
- 2. armada
- 12. armada
- 16. armada
- Tankovska skupina Guderian

Julij 1940
- 6. armada
- 9. armada
- 16. armada

Avgust 1940
- 9. armada
- 16. armada

September 1940
- 9. armada
- 16. armada
- Komandant nemških enot na Nizozemskem

November 1940
- 9. armada
- 16. armada

Januar 1941
- 9. armada
- 16. armada

Maj 1941
- 6. armada
- 17. armada

Avgust 1942
- 1. tankovska armada
- Armadna skupina Ruoff
- 11. armada

September 1942
- 1. tankovska armada
- Armadna skupina Rouff
- Komandant polotoka Krim

Januar 1943
- 1. tankovska armada
- 17. armada
- Komandant polotoka Krim

Februar 1943
- 17. armada
- Komandant polotoka Krim

Marec 1943
- 17. armada
- Komandant polotoka Krim
- Komandant ožine Kerč

Oktober 1943
- 6. armada
- 17. armada

Januar 1944
- 17. armada
- Komandant nemških enot v Pridnjestrju
- 3. armada

Marec 1944
- 6. armada
- 17. armada
- 3. armada

Oktober 1944
- 4. tankovska armada
- 17. armada
- Armadna skupina Heinrici

November 1944
- 1. tankovska armada
- 4. tankovska armada
- 17. armada

December 1944
- 1. tankovska armada
- 4. tankovska armada
- 6. armada
- 17. armada

Januar 1945
- 4. tankovska armada
- 6. armada
- 17. armada
- Armadna skupina Heinrici

## Poveljstvo
Poveljnik
- Generalfeldmarschall Gerd von Rundstedt (15. oktober 1939 - 1. oktober 1940)
- Generalfeldmarschall Wilhelm List (10. julij 1942 - 10. september 1942)
- Der Führer Adolf Hitler (10. september 1942 - 21. november 1942)
- Generalfeldmarschall Ewald von Kleist (21. november 1942 - junij 1943)
- General gorskih enot Hubert Lanz (junij 1943 - julij 1943)
- Generalfeldmarschall Ewald von Kleist (julij 1943 - 25. marec 1944)
- Generalfeldmarschall Ferdinand Schörner (25. marec 1944 - 31. marec 1944)
- Generalpolkovnik Josef Harpe (28. september 1944 - 17. januar 1945)
- Generalfeldmarschall Ferdinand Schörner (17. januar 1945 - 26. januar 1945)